# Đại Cổ sinh
Đại Cổ sinh (tên tiếng Anh: Paleozoic) là một đơn vị phân chia chính trong niên đại địa chất, một trong bốn đại chính. Sự phân chia thời gian ra thành các đại, đơn vị lớn nhất trong niên biểu địa chất vào thời kỳ ban đầu có xuất xứ từ Giovanni Arduino vào thế kỷ 18, mặc dù tên gọi chính thức của ông cho đại mà ngày nay gọi là đại Cổ sinh đã là "Primario" (xem Đại địa chất để biết thêm chi tiết). Từ paleozoic có nguồn gốc từ tiếng Hy Lạp palaio (παλαιός - cổ, cũ) và zoion (ζωή - động vật) và dịch qua tiếng Hoa 古 gǔ = cổ + 生 shēng = sinh, có nghĩa là "sự sống cổ".

## Các kỷ trong đại Cổ sinh

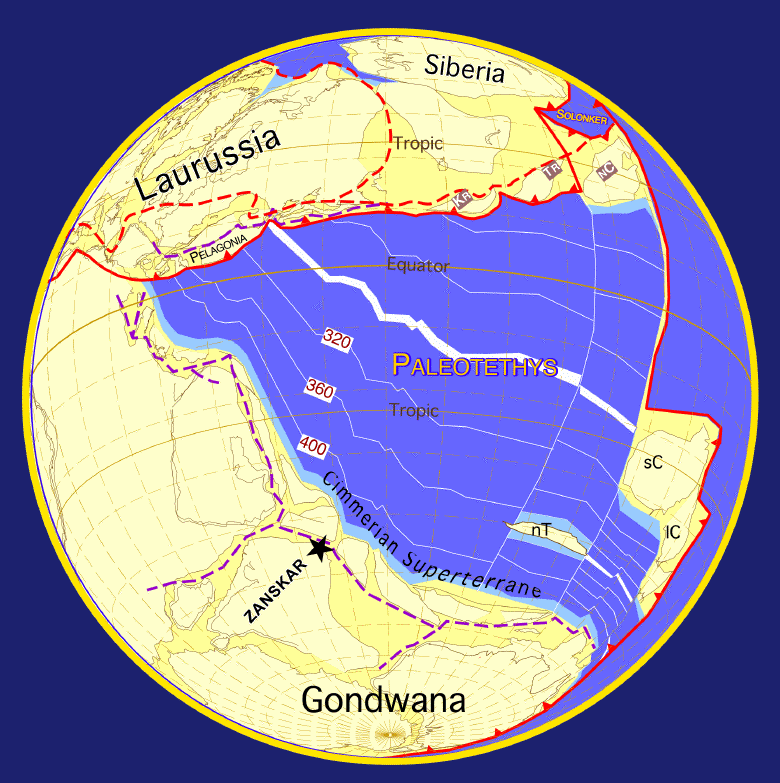
Trái Đất khoảng 290 triệu năm trước

Đại Cổ sinh bao gồm 6 kỷ địa chất; theo thứ tự từ cổ nhất đến trẻ nhất là: kỷ Cambri, kỷ Ordovic, kỷ Silur, kỷ Devon, kỷ Than Đá (bao gồm thế Mississippi và thế Pennsylvania tại Bắc Mỹ) và kỷ Permi. Nó trải rộng từ khoảng 542 triệu năm trước (MA) tới khoảng 251 MA (theo Ủy ban quốc tế về địa tầng học (ICS), 2004). Nó diễn ra sau thời kỳ Tiền Cambri và tiếp theo nó là đại Trung sinh.

## Sự sống
Đại Cổ sinh bao gồm khoảng thời gian từ lúc bắt đầu xuất hiện các hóa thạch vỏ cứng và phổ biến đầu tiên tới thời gian khi các lục địa bắt đầu được chiếm lĩnh bởi các loài bò sát lớn, tương đối phức tạp và các loài thực vật tương đối hiện đại. Ranh giới dưới (cổ nhất) được quy định một cách kinh điển là khi có sự xuất hiện đầu tiên của các sinh vật gọi là trùng ba lá (lớp Trilobita) và Archaeocyatha. Ranh giới trên (trẻ nhất) được quy định là khi diễn ra sự kiện tuyệt chủng lớn khoảng 300 triệu năm sau, được biết đến như là sự kiện tuyệt chủng kỷ Permi-kỷ Trias. Ngày nay ranh giới dưới được thiết lập là khi có sự xuất hiện lần đầu tiên của dấu vết hóa thạch đặc biệt, gọi là Treptichnus pedum.

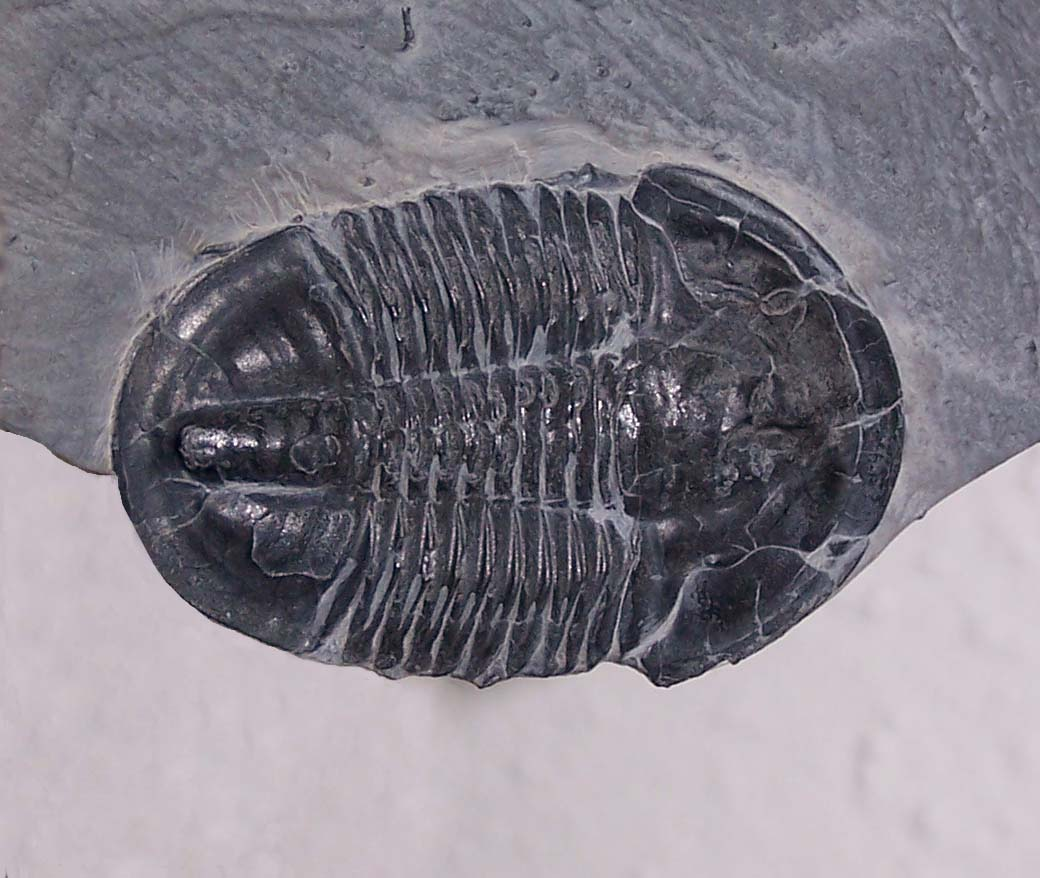
Bọ ba thùy đã thịnh vượng trong suốt cả thời kỳ Hậu Đại Cổ sinh cho đến khi bị tuyệt chủng vào kỷ Permi.

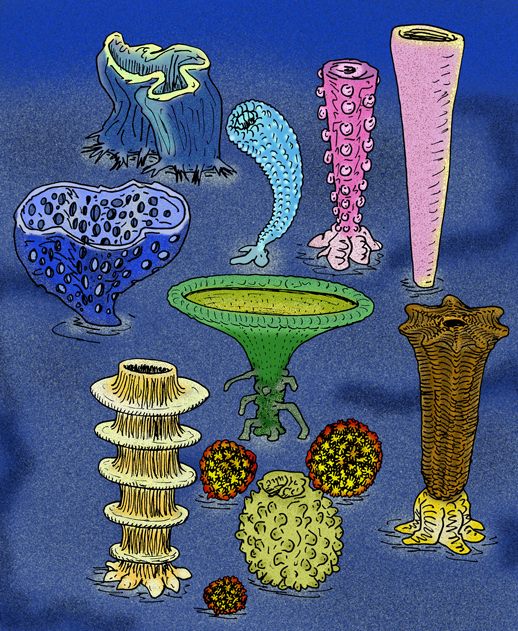
Nhiều loài động vật giống bọt biển Cambri, được gọi là Archaeocyathans. Ngược chiều kim đồng hồ, từ góc trên bên trái, Coscinoptycta zunyiensis, Kotuyicyathus debilis, Tumuliolynthus musatovi, Beltanacyathus digitus, Fransuasaecyathus novus, Orbicyathus mongolicus, Center, Paranacyathus subartus

Vào đầu thời đại này thì sự sống hạn chế bao gồm vi khuẩn, tảo, hải miên (bọt biển) và các dạng khác nhau của dạng sống có phần bí ẩn, gọi chung là hệ động vật Ediacara. Một lượng lớn động, thực vật đa bào đã xuất hiện gần như đồng thời vào đầu đại—một hiện tượng được biết đến như là bùng nổ kỷ Cambri. Có một số chứng cứ cho thấy sự sống đơn giản có thể đã xâm chiếm mặt đất vào đầu đại Cổ sinh, nhưng các loài động, thực vật đáng kể đã không chiếm mặt đất cho đến tận kỷ Silur và đã không phát triển tốt cho đến tận kỷ Devon. Mặc dù các động vật có xương sống nguyên thủy cũng đã được biết đến ở giai đoạn gần đầu đại này, nhưng các dạng động vật vẫn chủ yếu là động vật không xương sống cho đến tận giữa đại Cổ sinh. Quần thể cá đã bùng nổ trong kỷ Devon. Vào giai đoạn cuối đại Cổ sinh, một loạt các cánh rừng lớn của các loài thực vật nguyên thủy đã phát triển mạnh trên đất liền, tạo thành một tầng than lớn ở châu Âu và miền đông Bắc Mỹ ngày nay. Vào cuối đại này thì những loài bò sát lớn và phức tạp đầu tiên cũng như các loài thực vật hiện đại đầu tiên (thông, tùng, bách) đã phát triển.

## Kiến tạo
Về mặt địa chất, đại Cổ sinh bắt đầu khi có sự chia tách của siêu lục địa gọi là Rodinia vào cuối của thời kỳ băng hà toàn cầu. (Xem sự đóng băng Varanger và Quả cầu tuyết Trái Đất). Trong cả giai đoạn đầu của đại Cổ sinh, các khối đất đá của Trái Đất bị chia nhỏ thành một lượng đáng kể các lục địa tương đối nhỏ. Vào cuối đại này, các lục địa lại tập hợp lại cùng nhau thành một siêu lục địa mới gọi là Pangea, nó bao gồm phần lớn diện tích đất đai của Trái Đất.